# Carpoxylon macrospermum
Carpoxylon macrospermum là loài thực vật có hoa thuộc họ Arecaceae. Loài này được H.Wendl. & Drude mô tả khoa học đầu tiên năm 1875.